# Nériungri
Nériungri (en ruso: Нерюнгри; en yakuto: Нүөрүҥгүрү, Nüörüñgürü) es una ciudad de Rusia perteneciente a la República de Saja. Su población en el año 2002 era de 66 269 habitantes.
Se encuentra situada a 740 kilómetros al sudoeste de la capital Yakutsk y es una de las ciudades más recientes de Rusia ya que se fundó en el año 1975 con motivo del desarrollo asociado a las minas de carbón y oro de la zona. El nombre de la ciudad viene del río homónimo.
La ciudad tiene dos distritos: la parte "antigua" de la ciudad, donde están básicamente las compañías industriales, y la "nueva", donde están los barrios residenciales. La ciudad está en la línea del ferrocarril Transiberiano y posee un pequeño aeropuerto con vuelos diarios a Moscú y Yakutsk.

## Clima
| Parámetros climáticos promedio de Neryungri | Parámetros climáticos promedio de Neryungri | Parámetros climáticos promedio de Neryungri | Parámetros climáticos promedio de Neryungri | Parámetros climáticos promedio de Neryungri | Parámetros climáticos promedio de Neryungri | Parámetros climáticos promedio de Neryungri | Parámetros climáticos promedio de Neryungri | Parámetros climáticos promedio de Neryungri | Parámetros climáticos promedio de Neryungri | Parámetros climáticos promedio de Neryungri | Parámetros climáticos promedio de Neryungri | Parámetros climáticos promedio de Neryungri | Parámetros climáticos promedio de Neryungri |
| Mes                                         | Ene.                                        | Feb.                                        | Mar.                                        | Abr.                                        | May.                                        | Jun.                                        | Jul.                                        | Ago.                                        | Sep.                                        | Oct.                                        | Nov.                                        | Dic.                                        | Anual                                       |
| ------------------------------------------- | ------------------------------------------- | ------------------------------------------- | ------------------------------------------- | ------------------------------------------- | ------------------------------------------- | ------------------------------------------- | ------------------------------------------- | ------------------------------------------- | ------------------------------------------- | ------------------------------------------- | ------------------------------------------- | ------------------------------------------- | ------------------------------------------- |
| Temp. máx. abs. (°C)                        | -5.6                                        | -1.2                                        | 7.4                                         | 17.6                                        | 28.1                                        | 34.6                                        | 34.8                                        | 33.1                                        | 26.3                                        | 17.7                                        | 4.6                                         | -1.8                                        | '                                           |
| Temp. máx. media (°C)                       | -26.8                                       | -20.6                                       | -10.6                                       | -0.1                                        | 9.8                                         | 19.5                                        | 21.8                                        | 18.8                                        | 9.3                                         | -3.0                                        | -17.5                                       | -26.3                                       | -2.1                                        |
| Temp. media (°C)                            | -30.4                                       | -25.0                                       | -15.8                                       | -4.8                                        | 4.6                                         | 13.4                                        | 16.1                                        | 13.0                                        | 4.5                                         | -7.1                                        | -21.2                                       | -29.8                                       | -6.9                                        |
| Temp. mín. media (°C)                       | -33.9                                       | -29.2                                       | -21.2                                       | -9.7                                        | -0.4                                        | 7.7                                         | 10.9                                        | 7.9                                         | 0.2                                         | -10.9                                       | -24.8                                       | -33.1                                       | -11.4                                       |
| Temp. mín. abs. (°C)                        | -61.0                                       | -56.9                                       | -49.8                                       | -37.0                                       | -21.6                                       | -6.4                                        | -3.7                                        | -8.0                                        | -18.9                                       | -38.7                                       | -50.8                                       | -57.9                                       | '                                           |
| Precipitación total (mm)                    | 15                                          | 12                                          | 14                                          | 28                                          | 52                                          | 91                                          | 108                                         | 91                                          | 79                                          | 50                                          | 27                                          | 16                                          | 583                                         |
| Fuente:                                     |                                             |                                             |                                             |                                             |                                             |                                             |                                             |                                             |                                             |                                             |                                             |                                             |                                             |